# Giacomo della Porta
Giacomo della Porta, född omkring 1532 i Porlezza, död 1602 i Rom, var en italiensk arkitekt och skulptör som verkade i Rom, vid övergången mellan manierism och barock.

## Biografi

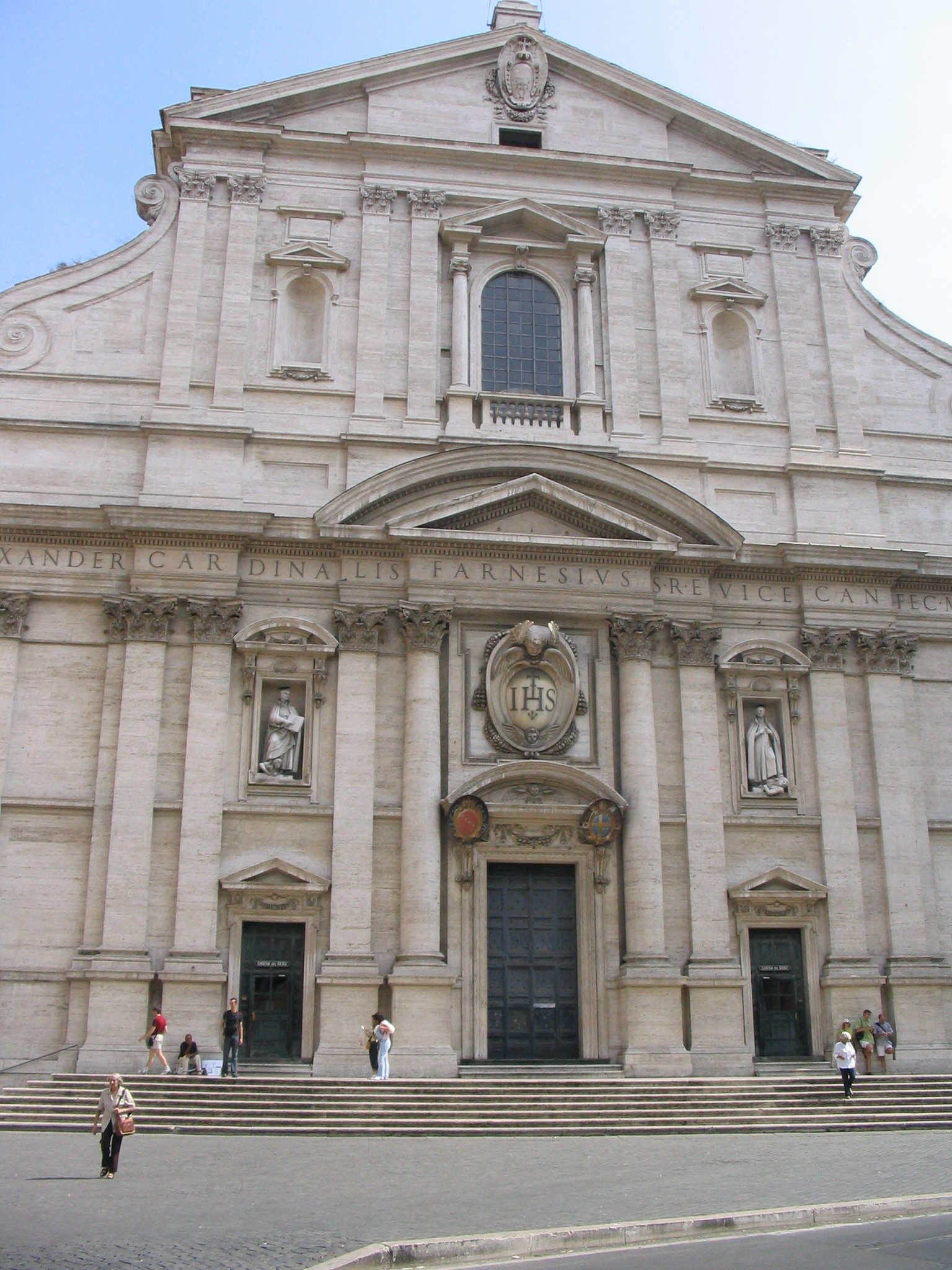
Il Gesù, Rom.

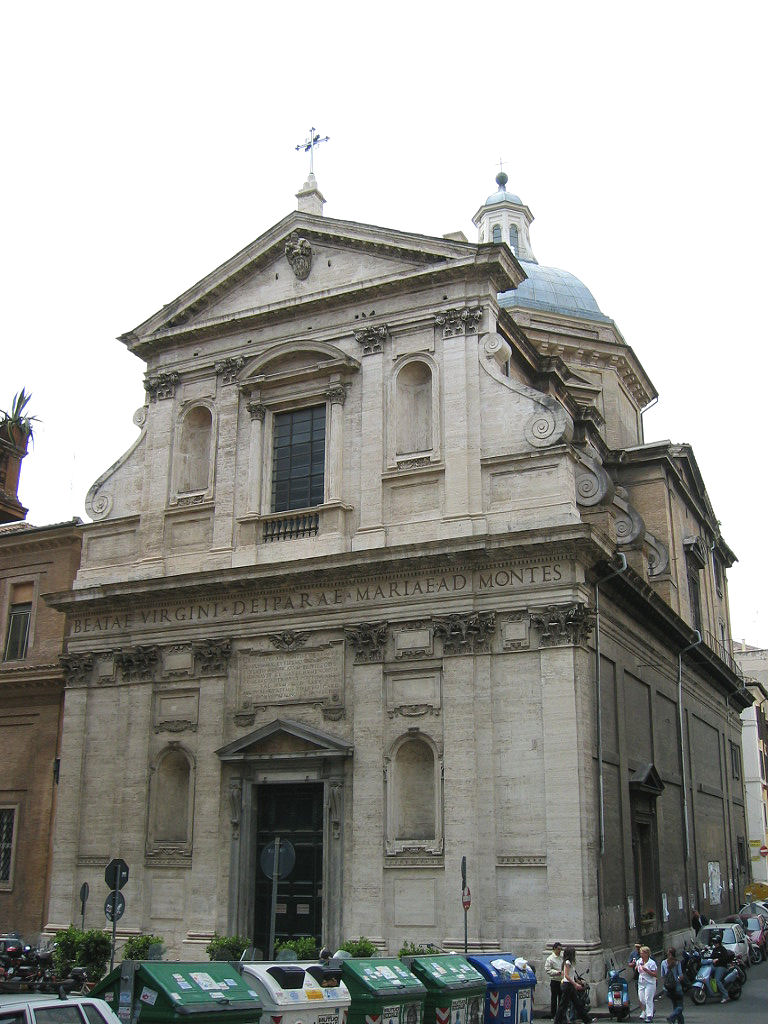
Madonna dei Monti, Rom.

Giacomo della Porta var en av de främsta arkitekterna under den romerska ungbarocken. Han blev tidigt en av Michelangelos medhjälpare. I slutet av 1580-talet välvde Giacomo della Porta Peterskyrkans kupol efter Michelangelos ritningar. Dock gav han den en något spetsigare form än vad den döde mästaren hade tänkt sig. Han fullbordade även Michelangelos påbörjade projekt på Capitolium med dess öppna plats, Piazza del Campidoglio, samt det vid denna belägna Palazzo del Senatorio.
År 1571 utlystes en tävling om designen av fasaden till jesuiternas moderkyrka Il Gesù i Rom. Della Porta segrade och hans innovativa formspråk blev stilbildande. Särskilt karakteristiskt för fasaden är dess modellering med betonade kolonner och djupa nischer samt de två våningarna som sammanbinds av stora voluter. 1580 ritade han den harmoniska fasaden till kyrkan Madonna dei Monti, med Il Gesù som förebild. Della Porta formgav även ett antal av Roms fontäner, bland andra Sköldpaddsfontänen och Fontana della Terrina.
Utanför Rom, i Frascati i Albanobergen, anlade Giacomo della Porta Villa Aldobrandini (även kallad Belvedere) (1598–1603) för kardinalen Pietro Aldobrandini. Vid utformningen av denna magnifika villa har della Porta tagit hänsyn till naturens beskaffenhet och utnyttjat denna vid byggnationen.

## Byggnadsverk i urval
- Oratorio del Santissimo Crocifisso (1568)
- Il Gesù (1575)
- Palazzo Capizucchi (1580)
- Madonna dei Monti (1580)
- Sant'Atanasio dei Greci (1581)
- Santa Maria Scala Coeli (1582)
- San Luigi dei Francesi (1589; fasaden)
- San Paolo alle Tre Fontane (1599)
- San Nicola in Carcere (1599)

## Fontäner
- Fontana di Piazza Colonna
- Fontana del Moro
- Fontana del Nettuno
- Fontana delle Tartarughe
- Fontana di Piazza di San Simeone
- Fontana di Piazza della Madonna dei Monti
- Fontana di Piazza Campitelli
- Fontana dell'Aracoeli
- Fontana della Terrina
- Fontana di Via Gabriele d'Annunzio
- Fontana del Pianto
- Fontana di Campo Vaccino
- Fontana del Marforio